# Семпличи, Леонардо
Леонардо Семпличи (итал. Leonardo Semplici; род. 18 июля 1967, Флоренция) — итальянский футболист, защитник; тренер.

## Тренерская карьера
В 2004 году Семпличи стал тренером клуба «Санджиминьяно», играющем в «Эччеленца Тоскана», позднее сумев вернуть их в Серию D. Затем он возглавил «Фильине», доведя любителей из Эччеленцы до высшего дивизиона Профессиональной лиги (Серии C1) за четыре года у руля команды. Затем у него было два коротких периода в качестве главного тренера ещё двух тосканских команд, «Ареццо» и «Пиза», прежде чем «Фиорентина» решила назначить его своим новым тренером молодёжного состава.
В декабре 2014 года он занял место главного тренера в СПАЛе и вывел клуб из Лиги Про в Серию B в 2016 году, а затем неожиданно выхватил путёвку в Серию А уже после первого сезона во второй лиге. 13 мая 2017 года СПАЛ стала первой командой, выигравшей «повышение» в сезоне 2016/17, тем самым обеспечив себе место в высшем дивизионе страны в следующем сезоне 2017/18. Такое произошло впервые за 49 лет для команд из маленькой коммуны Феррара.
10 февраля 2020 года, через день после поражения СПАЛа в матче 23-го тура Серии А 2019/20 с «Сассуоло» (1:2), высшее руководство клуба приняло решение уволить Семпличи с поста главного тренера.

Клуб хотел бы поблагодарить мистера Семпличи и его штаб за проделанную работу и результаты, добытые за эти годы— L’account Twitter ufficiale della SPAL
Вместе с 52-летним наставником коллектив покинули также члены его тренерского штаба — Андреа Консуми, Юрий Фаббрицци, Россано Касони и Алессио Рубичини. Преемником Леонардо у руля СПАЛа назначен 48-летний экс-полузащитник «Лацио», «Фоджи», «Ромы», «Интера» и «Брешии» Луиджи Ди Бьяджо, ранее работавший с молодёжной сборной Италии и короткое время исполнявший обязанности главного тренера основной национальной команды в 2018 году.
22 февраля 2021 года Семпличи был назначен главным тренером «Кальяри». Контракт подписан до 30 июня 2022 года. 14 сентября 2021 года из-за неудовлетворительных результатов Семпличи был уволен с поста главного тренера «Кальяри».